# Piedra lioz
Piedra lioz, lioz o piedra real, es un tipo de roca caliza extraída en Portugal, en la región de Lisboa y su entorno (norte y noroeste), principalmente en la localidad de Sintra en el área de Pêro Pinheiro.
Los yacimientos se formaron en el periodo Cenomaniense (Cretácico) en un medio marino poco profundo, de aguas cálidas y limpias, propicias para la proliferación de organismos de esqueleto carbonatado como bivalvos rudistas con una antigüedad de más de 120 millones de años. La roca se caracteriza por ser un bioclasto compacto rico en esparitas, generalmente de color beige, aunque existen variedades que van desde el ceniciento al rosado o al blanquecino.
Durante los siglos VXII al XVIII fue muy utilizada en la construcción de iglesias, monumentos y edificios oficiales en Portugal, así como en localidades de las colonias portuguesas. 
La piedra lioz está reconocida por la Unión Internacional de Ciencias Geológicas como Patrimonio Mundial de Recursos Minerales.

## Características técnicas
La piedra lioz presenta las siguientes características técnicas medias:
- Resistencia a la compresión: 1050 kg/cm2
- Resistencia a la compresión después de la prueba de gelividad: 1380 kg/cm2
- Resistencia mecánica a la flexión: 147 kg/cm2
- Densidad aparente: 2703 kg/m3
- Absorción de agua a presión atmosférica normal : 0,1% (peso)
- Porosidad abierta: 0,3% (volumen)
- Coeficiente de dilatación lineal térmica:[5] 3,3×10−6/°C
- Resistencia al desgaste (abrasímetro Amsler): 2,2 mm
- Resistencia al choque: 45 cm

## Construcciones

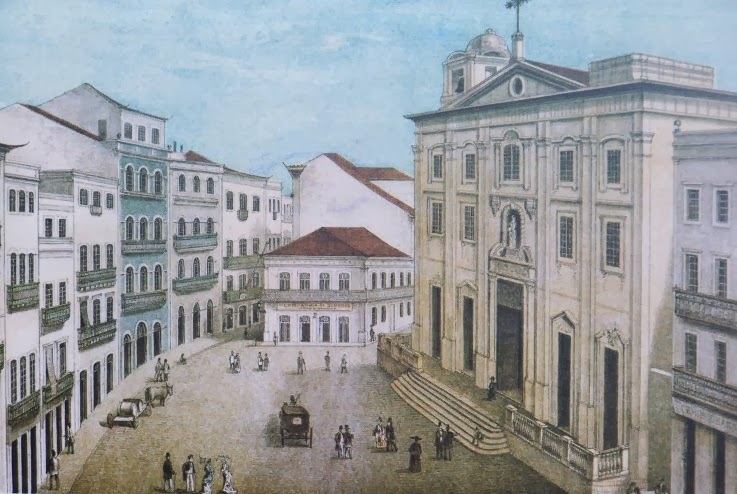
Antigua Plaza del Cuerpo Santo e iglesia, en 1863 (Recife, Brasil), cuya fachada se realizó en lioz. El conjunto se demolió en 1913.

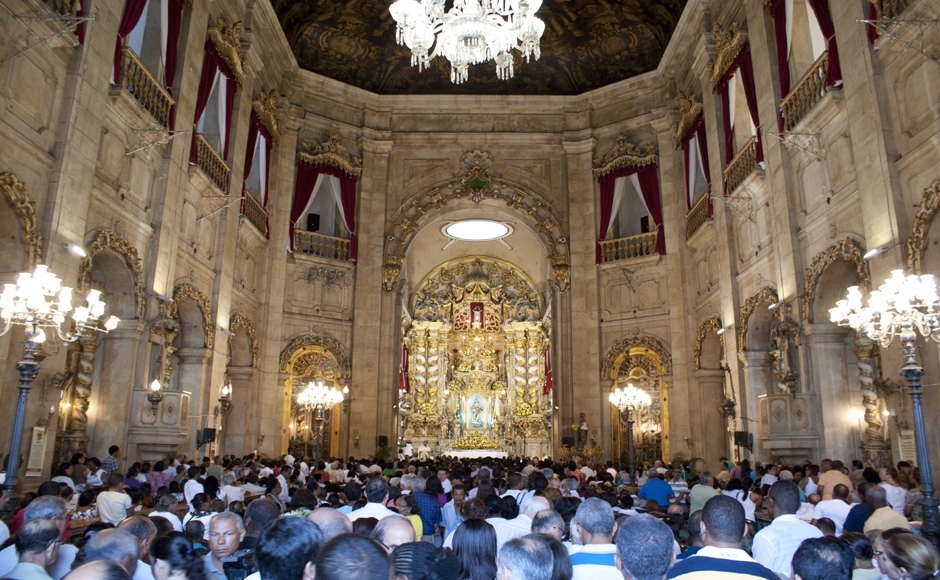
Interior de la Basílica de Nuestra Señora de la Concepción (Salvador), en Salvador de Bahía, construida en piedra lioz.

La piedra lioz se utilizó en la construcción de iglesias, palacios y fuentes monumentales repartidas por todo Portugal y sus antiguos territorios coloniales.
En Lisboa
- Monasterio de los Jerónimos de Belém
- Torre de Belém
- Escalinatas del Terreiro do Paço
- Estación de Rossio
- Pavilhão do Conhecimento - Centro Ciência Viva
- Palacio Nacional de Mafra

En Coímbra
- Puente de Santa Clara (Coímbra)

En Cáceres, (Mato Grosso, Brasil) 
- Marco de Jaurú

En Recife, (Brasil)
- Igreja Matriz da Boa Vista

En Salvador (Bahía), Brasil
- Catedral basílica de San Salvador
- Basílica de Nuestra Señora de la Concepción